# Нанностомус уніфасціатус
Нанностомус уніфасциатус, (від грецького: nanos = маленький, і латинського stomus = пов'язаний з ротом; від латинського: unifasciatus = одна смуга), широко відомий як риба-олівець, є прісноводним видом риб, що належать до роду Нанностомус родини харацинових Лебіасинові. Вони популярні в акваріумістиці завдяки своєму невеликому розміру, красивому кольоровому малюнку, унікальній позі для плавання та відносній витривалості. З його довгим олівцевим профілем, однією чорною смугою, що нагадує графітовий стрижень олівця, і хвостовим плавником кольору гумки, це вид, для якого популярна назва «риба-олівець» була вперше придумана в 1920-х рр., пізніше буде застосовано до всіх видів роду Nannostomus.

## Систематика та поширення
Штейндахнер уперше описав вид у 1876 році, зробивши його другим із дев'ятнадцяти видів роду, які зараз описуються. Таксономія всього роду упродовж багатьох десятиліть була предметом гарячих дебатів, що призвело до численних суперечливих переглядів, залишаючи рід на довгі періоди у стані, який влучно описується як «хаотичний». N. unifasciatus часто був у центрі цієї суперечки, і це з кількох причин. N. unifasciatus широко поширений у басейні Амазонки, у Бразилії, Гвіанському щиті, Колумбії, Венесуелі та північній Болівії. Як наслідок, вид є поліхроматичним з багатьма географічними популяціями, які виявляють тонкі відмінності в кольоровому малюнку. Упродовж багатьох років деякі з цих кольорових морф помилково описували як окремі види. Подальша таксономічна плутанина виникла, коли різні автори виділили інші роди для Nannostomus unifasciatus і його родичів, Nannostomus eques і Nannostomus harrisoni. Ще більше заплутавши ситуацію, голландський натураліст Дж. Дж. Ходеман опублікував статтю в The Amsterdam Naturalist у 1950 році, у якій стверджувалося, що N. unifasciatus і N. eques були одним і тим же видом. Консенсусу було нарешті досягнуто, коли у своїй основоположній статті про рід Nannostomus у 1975 р. д -р Стенлі Говард Вейцман відновив таксономію Штайндахнера та розширив її, підтвердивши статус N. unifasciatus та N. eques як окремих та індивідуальних видів, і помістивши N. unifasciatus і всі його родичі в одному роді, Nannostomus. У результаті «Poecilobrycon ocellatus», «Nannobrycon unifasciatus» та подібні епітети, які раніше застосовувалися до виду, тепер віднесені до молодших синонімів N. unifasciatus. Популяція виду також була виявлена на острові Тринідад, але вважається, що вона була завезена.

## Середовище проживання
Nannostomus unifasciatus зазвичай мешкає в повільних притоках, малих річках і болотистих місцевостях на всьому своєму значному ареалі. Найчастіше наявні в густій водній рослинності та/або занурених гілках та листі. Вони також збираються під плавучими островами. Параметри води незмінно коливаються від слабокислої (рН 6,5) до сильнокислої (рН 4,0) з незначною жорсткістю. Їхній родич, N. eques, часто трапляється поруч із ними разом із численними іншими видами малих харацинових.

## Опис
Хоча однолінійний карандаш — рибка невелика, дорослі особини не сягають більше 7 см завдовжки, тим не менш, це один із найбільших видів Nannostomus. Це довгий тонкий вид із невеликим кінцевим ротом і жировим плавцем. Він має одну чорну поздовжню смугу, яка проходить по всій довжині тіла і на хвостовому плавнику. Одна чорна смуга облямована зверху тонкою металевою золотою смугою. Хвостова частина забарвлена по-різному в залежності від географічної популяції. Більшість усіх форм мають червоний або помаранчевий пігмент різної інтенсивності в нижньому квадранті хвоста, вентрально до чорної смуги. У деяких особливо барвистих популяцій червоний пігмент також простягається над чорною смугою, як показано на малюнку вище. Гаянська популяція, а також одна форма з Болівії, мають чітко виражене хвостове оцелюс над чорною смугою. Черевні та анальний плавці зазвичай покриті емаллю біло-блакитного кольору. N. unifasicatus — один із двох видів Nannostomus, інший — Nannostomus eques, який стоїть під нахиленим кутом догори. Через цю подібність N. unifasciatus і N. eques часто плутають в акваріумній літературі, хоча вони мають абсолютно різні кольори. Nannostomus harrisoni, інший довгий, тонкий односмуговий вид, також часто плутають з N. unifasciatus на основі подібного профілю та забарвлення, але N. harrisoni плаває в горизонтальній позі та має яскраво-червоні прикраси на анальних і черевних плавцях, відсутніх у N. unifasciatus.

## Статевий диморфізм
Статевий диморфізм у цього виду характерний для багатьох видів роду Nannostomus. Анальний плавник самців у більшості популяцій має модифіковану форму, причому плавець самця трохи подовжений. Найменш помітно це у населення Гаяни. Білі кінчики черевних і анальних плавців незмінно яскравіші і помітніші у самців. Самці також зазвичай стрункіші в профіль.

## Дієта
Nannostomus unifasciatus всеїдний і харчується переважно комахами та дрібними ракоподібними. Він також є завзятим пасовищем перифітону, ковтаючи мікроорганізми, а також водорості.

## В акваріумі
Незважаючи на періодичні епізоди дефіциту в акваріумній торгівлі, N. unifasciatus тривалий час вважався найбільш бажаним акваріумним видом, доктор Вільям Т. Іннес описав їх як такі, що мають «виразну елегантність» та виявлення «того невизначеного, відомого як клас» у 1935 році. Це відповідний вид для спільного акваріума, якщо сусіди по акваріуму мають подібний розмір і поведінку, і він буде процвітати, якщо його тримати в м'якій, помірно кислій воді, з низьким рівнем нітратів і при температурі від 72F до 82F. Показані дитячі соляні креветки та інші продукти невеликого розміру. Самці створюють і захищають невеликі території. На відміну від свого родича, N. eques, який віддає перевагу верхнім шарам акваріума, N. unifasciatus має тенденцію скупчуватися в середній і нижній частині акваріума. Це єдиний вид Nannostomus в акваріумній торгівлі, для якого на сьогоднішній день немає зареєстрованих даних про успішне нерест у неволі, незважаючи на те, що він широко зберігається і має велику популярність в акваріумі з 1920-х років. Два звіти про ймовірний успішний нерест у 1950-х роках, опубліковані в акваріумній літературі — один у бельгійському журналі «Notre Aquarium» та інший в американському журналі «The Aquarium» — включали помилкову ідентифікацію виду, оскільки нерест відбувся упродовж N. eques і N. harrisoni відповідно, а не N. unifasciatus.